# Колокольчик для кошки

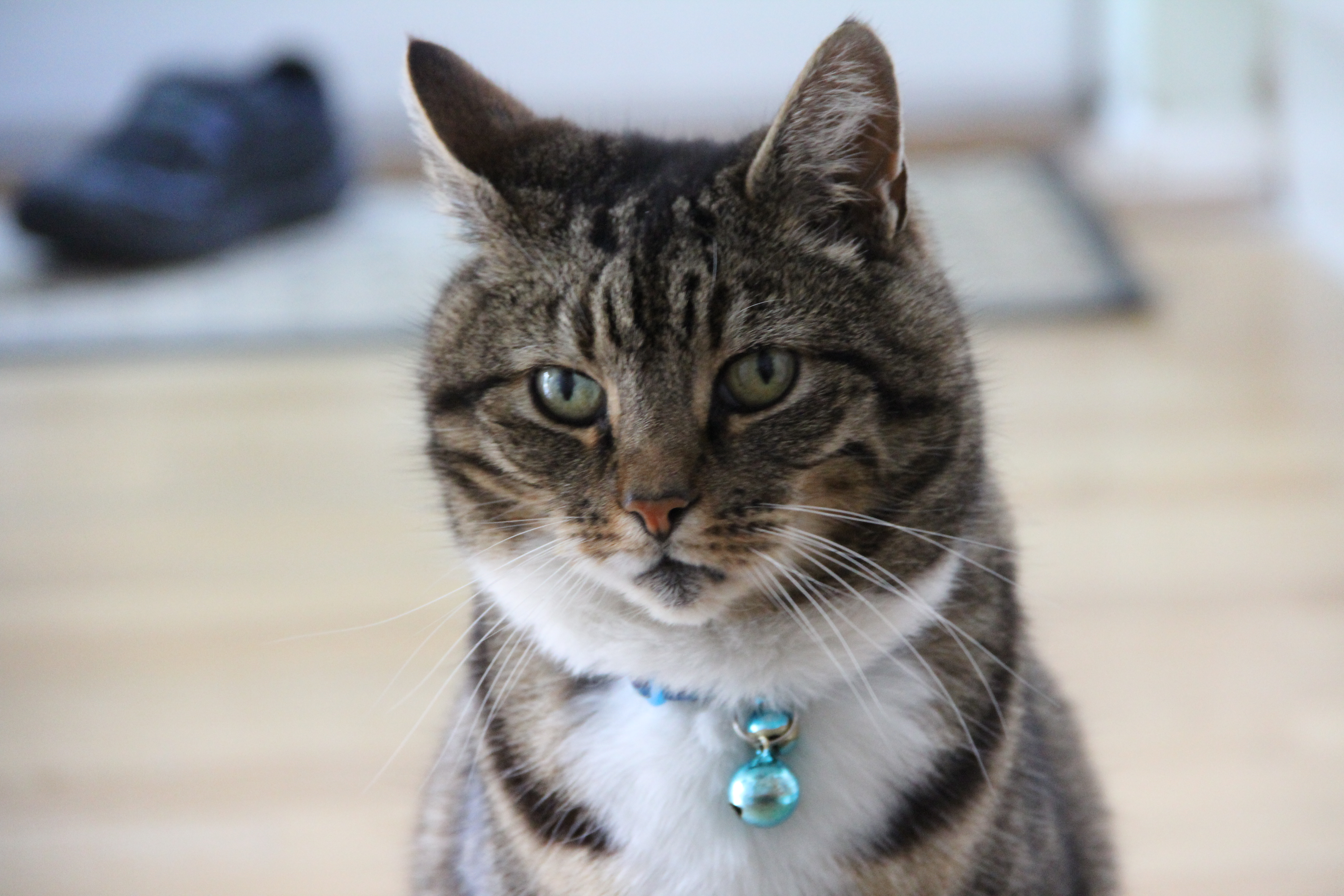
Кошка с колокольчиком на ошейнике.

Колокольчик для кошки — колокольчик, который прикрепляется к кошачьему ошейнику. Служит для предотвращения ловли кошками редких видов птиц и других животных, предупреждая о приближении охотящейся кошки.
По оценкам он позволяет сократить количество пойманных птиц на 30 %-40 %.
Кошка может научиться охотиться так, чтобы колокольчик не звенел, поэтому рекомендуется регулярно менять колокольчик или прикреплять по два колокольчика на ошейник. Некоторые организации по защите животных утверждают, что колокольчик раздражает кошку, и является неэффективным из-за хищнической природы животного.